# ريكي شميت
ريكي شميت (بالإنجليزية: Ricky Schmitt)‏ هو لاعب كرة القدم الكندية أمريكي، ولد في 17 أغسطس 1985 في فرجينيا بيتش في الولايات المتحدة.

## وصلات خارجية
- ريكي شميت على موقع مرجع كرة القدم المحترفة.كوم (الإنجليزية)